# Școala Națională de Film din Łódź
Școala Națională de Film, Televiziune și Teatru din Łódź (Państwowa Wyższa Szkoła Filmowa, Telewizyjna i Teatralna im. Leona Schillera w Łodzi, PWSFTVIT) este cea mai respectată școală pentru viitorii actori, regizori, fotografi, cameramani din Polonia. A fost înființată la data de 8 martie 1948 în Łódź.

## Istorie
Până în 1958 a existat ca două școli complet diferite: una pentru actori și una pentru cineaști. Școlile și industria cinematografiei au fost mutate după Al Doilea Război Mondial de la Varșovia în cel mai apropiat oraș, Łódź. Această mișcare a fost inițial văzută ca o măsură temporară, astfel numele de școală a actorilor a fost numită "Școala Națională Superioară de Teatru"  din Varșovia, cu sediul în Łódź. Creatorul  și primul rector al școlii a fost renumitul actor polonez Leon Schiller, numele său fiind în prezent și numele școlii. În 1949 activitatea a fost împărțită în două ramuri, una s-a mutat la Varșovia, iar cealaltă a rămas în Łódź sub conducerea lui Kazimierz Dejmek.
Fuziunea celor două ramuri a avut loc în anul 1958 ca urmare a artiștilor care au absolvit și au reușit să crească popularitatea școlii și reputația de "Școala de Film" din Łódź. Școala a fost considerată ca fiind cea mai liberală și cel mai puțin comunistă instituție de învățământ superior din Polonia.
Biblioteca și Centrul de informații din cadrul Școlii Naționale de Film din Łódź întrețin site-ul web de informații din lumea filmului FilmPolski.pl.

## Absolvenți notabili

### Regizori
- Feliks Falk
- Dariusz Gajewski
- Kazimierz Karabasz
- Dorota Kędzierzawska
- Jan Kidawa-Błoński
- Krzysztof Kieślowski, nominalizat la Oscar, a câștigat Leul de Aur
- Jan Komasa, nominalizat la Oscar
- Grzegorz Królikiewicz
- Kazimierz Kutz
- Jan Łomnicki
- Jan Machulski[3]
- Juliusz Machulski
- Andrzej Munk
- Janusz Nasfeter
- Władysław Pasikowski
- Radosław Piwowarski
- Marek Piwowski
- Roman Polanski, a câștigat premiul Oscar, BAFTA, Globul de Aur, Palme d'Or
- Wojciech Kasperski
- Barbara Sass
- Jerzy Skolimowski, a câștigat Ursul de Aur
- Piotr Szulkin
- Piotr Trzaskalski
- Robert Tutak[4]
- Andrzej Wajda, Academy Award and BAFTA Award and Palme d'Or winner
- Maciej Wojtyszko
- Krzysztof Zanussi, a câștigat Leul de Aur
- Emily Young, a câștigat premiul BAFTA
- Maria Sadowska[5]
- Dariusz Krzysztof Zawiślak
- Urszula Urbaniak

### Directori de imagine
- Paweł Edelman
- Sławomir Idziak
- Edward Kłosiński
- Jan Jakub Kolski
- Krzysztof Ptak
- Zbigniew Rybczyński
- Przemysław Skwirczyński
- Piotr Sobociński
- Witold Sobociński
- Dariusz Wolski
- Hubert Taczanowski
- Andrzej Bartkowiak
- Hoyte van Hoytema
- Piotr Lenar
- Łukasz Żal

### Actori
- Szymon Bobrowski
- Barbara Brylska
- Małgorzata Foremniak
- Janusz Gajos
- Tomasz Konieczny
- Jerzy Matuszkiewicz (cântăreț de jazz)
- Cezary Pazura
- Beata Pozniak
- Pola Raksa
- Zbigniew Zamachowski